# 芽室町
芽室町（日语：／ Memuro chō */?）是位於北海道十勝綜合振興局的町，地處十勝平原，為日本槌球的發源地，近年來發展成為帶廣市的外圍住宅區。當地以農業和酪農業為主，代表性的農產品有小麥、馬鈴薯、紅豆和甜玉米等。這些農作物的種植面積和產量在北海道皆名列前茅。
名稱來自阿伊努語「mem-oro-pet」，意思為從泉水流出的河川。

## 歷史

### 行政區劃變遷
- 1900年：設置芽室外6村戶長役場。
- 1903年：部分區域分割獨立設置為人舞村外一村戶長役場（現在的清水町）。
- 1906年4月1日：芽室村、美生村、羽帶村與河東郡美蔓村、西士狩村合併為河西郡芽室村。[5]
- 1919年4月1日：成為北海道一級村。
- 1920年9月：上川郡人舞村的部份區域被併入芽室村。
- 1921年4月1日：舊羽帶村和部分舊芽室村區域分割另設置為御影村，並成為北海道二級村。
- 1942年5月1日：芽室村改制為芽室町。
- 1958年4月1日：清水町上芽室地區共106戶併入。

## 產業
芽室町近年來的蔬菜種植數量也有增加，以山藥、牛蒡等根莖類蔬菜為主。

## 交通

### 機場
- 帶廣機場（位於帶廣市）

### 鐵路
- 北海道旅客鐵道
  - 根室本線 ：芽室車站 - 大成車站

### 道路
| 高速道路 - 道東自動車道：十勝平原休息區 - 芽室交流道 - 帶廣系統交流道 一般國道 - 國道38號 主要地方道 - 北海道道54號東瓜幕芽室線 - 北海道道55號清水大樹線 - 北海道道62號豐頃糠內芽室線 - 北海道道75號帶廣新得線 | 道道 - 北海道道214號川西芽室音更線 - 北海道道239號熊牛音更線 - 北海道道317號中美生芽室線 - 北海道道420號芽室停車場線 - 北海道道715號芽室東四條帶廣線 - 北海道道734號熊牛御影線 |

## 觀光
「芽室遺產」是2001年源於「北海道遺產」的評選，評選範圍包含有形以及無形資產，從豐富的自然以及文化、產業、生活方式等各種價值的集合，由町民選出符合「芽室寶物」的珍貴資源，藉以振興及發展城市。

## 教育
町立有4所小學3所中學，道立高中1所，私立高中1所。町認可及認定的托兒所和幼稚園8所。

### 高等學校
| - 道立北海道芽室高等學校 | - 白樺學園高等學校 |

### 中學校
| - 芽室町立上美生中學校 - 芽室町立芽室中學校 | - 芽室町立芽室西中學校 |

### 小學校
| - 芽室町立上美生小學校 - 芽室町立芽室小學校 | - 芽室町立芽室西小學校 - 芽室町立芽室南小學校 |

## 姊妹市・友好都市

### 日本
- 廣尾町（北海道廣尾郡）：已於2006年解除姊妹市關係。

### 海外
- 雀西（美國 加利福尼亞州）

## 本地出身人物
- 大乃國康：前橫綱。
- 中島健：職業拳擊手。
- 矢後太規:大相撲力士